# Wugigarra wunderlichi
Wugigarra wunderlichi är en spindelart som först beskrevs av Christa L. Deeleman-Reinhold 1995.  Wugigarra wunderlichi ingår i släktet Wugigarra och familjen dallerspindlar.
Artens utbredningsområde är Queensland. Inga underarter finns listade i Catalogue of Life.